# 삼김시대 (드라마)
《삼김시대(三金時代)》는 1998년 2월 28일부터 1998년 5월 24일까지 SBS TV에서 방영한 정치 대하 드라마로, 제 아무리 혁혁하게 대한민국의 정치계를 호령하면서도, 때로는 지역 감정을 조장한 인물로 비판을 받기도 하는, 김대중·김영삼·김종필, 3인의 정치 역정을 다룬 정치 시대극 드라마이기도 하다.

## 제작진
- 연출 : 고석만
- 각본 : 이영신
- 해설 : 김종성

## 등장 인물
| - 민지환(이승만) : 대한민국 초대~3대 대통령 - 김린(프란체스카 도너 리 여사) : 이승만 영부인 - 박준규(이인수) : 이승만 양자 - 김병기(철기 이범석) : 이승만 정부 초대 국방부장관 겸 국무총리(광복군 출신) - 김명희(김마리아) : 철기 이범석 총리 계배 부인 - 신충식(신성모) : 2대 국방부장관(해군 출신) - 조상건(백범 김구) - 이호재(안두희) - 신귀식(허정) : 국무총리 서리 - 이상춘(백귀란 여사) : 허정 총리 계배 부인 - 권성덕(이기붕) : 대한민국 3대 국방부 장관 - 김자옥(박마리아 여사) : 이기붕 장관 부인 - 손민우(이강석) : 이기붕 장관 장남 - 정승호(원용덕) : 이기붕 국방장관 비서실 특별보좌관 역임, 훗날 연합참모본부 헌병 총사령관. - 독고영재(장택상) : 이승만 정부 초대 외무부 장관, 3대 국무총리 - 양일민(성재 이시영) : 초대 부통령 - 김인태(현민 유진오 총재): 제1공화국 시대 초기에 초대 법제처장 등을 역임한, 훗날 제3공화국 시대의 신민당 총재 - 박영지(인촌 김성수) : 2대 부통령 - 이효정(일민 김상만) : 김성수 2대 부통령 장남. 훗날 동아일보 회장 역임. - 김인문(함태영) : 3대 부통령 - 박병선(함병춘) : 함태영 제1공화국 시대 제3대 부통령 막내 아들, 한국 전쟁 당시에 공군 장교 복무 후 공군 중위 예편, 제5공화국 시대 대통령 비서실 실장 역임. - 국정환(손원일) : 대한민국 초대 해군참모총장 - 이춘식(창석 최용덕) : 제2대 공군참모총장 - 박칠용(장덕창 중장) : 제4대 공군참모총장 - 김성겸(조병옥 박사) : 초대 경무부장 등을 지낸 내무부 장관 - 차철순(조윤형) : 조병옥 내무부 장관 차남 | - 이순재(윤보선) : 대한민국 제4대 대통령 - 김영애(공덕귀) : 윤보선 영부인 - 민욱(장면) : 이승만 정부 2대 국무총리 등을 지낸, 윤보선 정부 시대 초기의 실권자이자 중복 취임 국무총리. - 정영숙(김옥윤 여사) : 국무총리 장면 박사 부인 - 현석(장도영) : 대한민국 제14대 육군참모총장 - 송귀현(이한림) : 대한민국 육군 제1군사령관 - 이인성(민기식) : 대한민국 육군 제5군단장 - 김명민(이만섭) : 동아일보 기자 등을 지냈던, 제6·7·10·11·12·14·15·16대 국회의원(8선 당선), 16대 1기 국회의장 역임 | - 이창환(박정희) : 대한민국 제5~9대 대통령 - 김미숙(육영수 여사) : 박정희 영부인 - 홍경인(박지만) : 박정희 막내 외동 아들 - 정승현(정일권) : 박정희 정부 3대 국무총리 - 하대경(정승화) : 대한민국 제22대 육군참모총장 - 이정길(장태완) : 육군 수도경비사령관 역임. - 송경철(유재흥) : 제19대 국방부장관 - 유태웅(유태종) : 유 장관 장남 - 이훈(유형종) : 유 장관 차남 - 김기현(일산 김두만) : 제11대 공군참모총장 - 이낙훈(일민 김상만) - (젊은 시절: 이효정): 동아일보 회장 역임. 아버지는 제2대 부통령 김성수 - 삼사십대 젊은 시절의 일민 김상만 회장 역에는 이효정이 배역. - 김인태(유진오 총재): 제1공화국 시대 초기에 초대 법제처장 등을 역임한, 제3공화국 시대의 신민당 총재 - 최재호(한만년) : 유진오 총재 맏사위 - 김동수(한홍구) : 유진오 총재 외손 - 윤철형(박동진) : 유진오 총재 둘째사위 - 김봉근(이만섭) - (젊은 시절: 김명민): 제6·7·10·11·12·14·15·16대 국회의원(8선 당선), 16대 1기 국회의장 역임 - 파릇파릇 풋풋한 30대 초반 때의 동아일보 기자 시절의 이만섭 역에는 김명민이 배역 | - 김진태(최규하) : 박정희 정부 제14대 국무총리, 잠시 대통령 직무대행 지낸 제10대 대한민국 대통령 - 최은숙(홍기) : 최규하 대통령 영부인 |

| - 장광(전두환) : 대한민국 11~12대 대통령 - 이상숙(이순자 여사) : 전두환 영부인 - 변우민(전재국) : 전두환 장남, 연세대학교 재학 - 박종관(노신영) : 대한민국 제18대 국무총리 - 김진구(김정숙 여사) : 노신영 국무총리 부인 - 구본승(노경수) : 노신영 국무총리 장남 - 이원종(함병춘) - (젊은 시절: 박병선): 함태영 제1공화국 시대 제3대 부통령 막내 아들, 제5공화국 시대 대통령 비서실 실장 역임. - 20대 파릇파릇 풋풋한 공군 장교 시절의 함병춘 실장 역에는 박병선이 배역. - 이보희(심효식) : 함병춘 대통령 비서실 실장 부인 - 손창민(함재봉) : 함병춘 대통령 비서실 실장 장남 - 김봉근 - 김봉근(이만섭) : 제6·7·10·11·12·14·15·16대 국회의원(8선 당선), 16대 1기 국회의장 역임 - 김봉근(주영복) : 22대 공군참모총장 지낸, 예비역 공군 대장 및 전직 국방부장관 - 이신재 - 이신재(주요한) : 제15대 상공부 장관 - 이신재(윤성민) : 육사 9기, 제17대 합참의장, 23대 국방부장관 - 이세창(박종철) | - 임채무(노태우) : 대한민국 13대 대통령 - 김해숙(김옥숙) : 노태우 영부인 - 최종환(최태원) : 노태우 대통령 맏사위 - 안문숙(노소영) : 노태우 대통령 영애 - 김정균(노재헌) : 노태우 대통령 영식 | - 최정훈(김홍조) : 김영삼 부친 - 안영주(박부련 여사) : 김영삼 제14대 대통령 모친 - 길용우(김영삼) : 대한민국 14대 대통령 - 손지창(김현철) : 김영삼 차남 - 김용선(손명순 여사) : 김영삼 영부인 | - 유인촌(김대중) : 대한민국 15대 대통령 - 정애리(이희호 여사 ) : 김대중 영부인 - 윤다훈(김홍일) : 김대중 장남 - 정재곤(김홍업) : 김대중 차남 - 김혜선(윤혜라) : 김대중 장자부 - 이상은(김대중댁 식모) - 최병학(윤경빈) : 김대중 장남 김홍일 장인 - 조명남(차보륜) : 김대중 초배 장인 어른 - 오연수(차용애) : 김대중 사별 초배 부인 - 천호진(김상현) : 14~16대 국회의원, 더불어민주당 김영호 국회의원의 부친 - 정동환(김종필) : 김종필 총리 - 이경진(박영옥) 여사 : 김종필 부인 - 김혜수(김예리) : 김종필 총리 딸 |

- 김동수(김창룡)
- 이동신(강문봉)
- 임정하(이진용)
- 이종만(백낙준)
- 정태섭(이재형)
- 김상순(곽상훈)
- 김주영(박병권)
- 윤주상(민병권)
- 한상혁(채문식)

- 신국(신응균)
- 김성원(이윤영)
- 전무송(이응준)

- 한인수(신광균)
- 송용태(서종철)

- 추석양(오세창)
- 장민호(서재필)
- 오승룡(지청천)
- 홍성민
  - 안재홍 : 
  - 선우종원 :
- 이대로
  - 조소앙 : 
  - 장경순 : 
  - 전인택(안춘생) : 조소앙 외무총장 조카사위

- 김희라(조시원) : 안춘생 국방부 차관보 계배 장인

- 김동현
  - 문재준
  - 박세직

- 박찬환(허삼수) : 육군 준장(육사 17기)
- 서학(장세동)
- 이병철(김상구)
- 이원발(이학봉)
- 송기윤(김용순)
- 맹상훈(김재춘)

- 한영수(오치성)

- 심양홍(유진산)
- 백준기(유한렬) : 유진산 총재 막내아들
- 김흥기(박종규) : 2대 대통령 경호실장
- 이도련(서석재) : 11~15대 국회의원, 총무처 장관
- 정명환(이태섭)

- 이계인(최형우)
- 오승명(김계원)
- 박광남(김정렴)
- 양택조(유병현)
- 이영후(김종환)
- 김성환(노재현)

- 최동준(강창성)
- 박광현(강규형) : 강창성 장군 차남
- 이인철(윤필용)
- 김호영(정병주)
- 김동현(김재규) : 8대 중앙정보부장
- 연규진(오원철)
- 최명수(윤치영)

- 이일웅(일서 김홍일)
- 김세윤(박시창 사단장)
- 김명수(박유철) : 박시창 사단장 아들

- 강인덕(강기천)
- 황범식(백관옥) : 백찬옥 형
- 안병경(백찬옥) : 백관옥 동생

- 한진희(이갑)
- 박용우(이석)
- 김찬우(이한주)
- 신주리(손정순) : 이한주 부인
- 이진우(이준)
- 임호(이원)

- 조경환(김형욱) : 4대 중앙정보부장
- 장항선(차지철) : 3대 대통령 경호실장
- 박인환(강신옥) : 13대 국회의원

- 박규채(김성곤)
- 정욱(이후락) : 6대 중앙정보부장

- 정성모(권노갑) : 13~15대 국회의원, 전직 국민의당 상임고문
- 유식(한화갑)
- 정한헌(김동영)
- 최상훈(김덕룡) : 13~17대 국회의원
- 나영진(이민우)
- 남영진(이영근)
- 이희도(박종률)
- 최항석(양순직)
- 이재훈(이용희)
- 김주승(정동년)

- 백일섭 : 이범석 역
- 임병기 : 김재익 역
- 고설봉 : 이효상 역
- 강계식 : 현석호 역
- 백윤식 : 이철승 역
- 박정수(김창희) : 이철승 상임고문 부인
- 박영태(권인현)
- 정대홍
- 김무생

## 참고 사항
- 담당 PD 고석만은 《코리아게이트》의 실패 뒤 SBS에 사표를 제출한 후 외주제작사 대표로 활동해 오다가 《삼김시대》로 SBS에 돌아왔는데, 이 작품의 조기종영 뒤 SBS에 사표를 제출한 후 프리를 선언하였다. 《삼김시대》는 그의 마지막 연출작이 되었다.
- 고석만은 이 작품에 앞서 시대극 <제이슨 리> 영화판과 TV판 감독직을 맡았으나[2] 투자자를 구하지 못해[3] 무산되는 수모를 겪었다.
- 원래 1998년 1월 초 첫 방영 예정이었으나 주요 배우들 캐스팅 문제[4][5][6]로 어려움을 겪어오자 같은 해 2월 말로 첫 방영일이 변경되었다.
- 《용의 눈물》에서 이방원 역으로 나온 유동근은 《삼김시대》 DJ 역 물망에 한때 거론되었으나[7] 《용의 눈물》이 연장 끝에 159회로 막을 내림에 따라[8] 스스로 포기했다.
- 당초 48부작(1부 24회 2부 24회)으로[9] 기획되어 있었다. 하지만 최고 시청률 49%에 평균 20%대로 인기를 끈 KBS 1TV 《용의 눈물》로 인한 시청률 부진으로 결국 24부작으로 막을 내렸다.
- 3김의 학창시절을 다룬 1, 2회에서 중년의 주연배우들이 3김의 고교 시절을 연기하는 어색함[10]과 극중 김영삼이 승마를 하는 장면[11]이 와전되면서 구설수에 오르내렸다.
- 3김이 우리 정치사에서 차지하는 위치를 검토하겠다는 애초의 기획의도와는 동떨어진 결말, 평면적이고 나열식의 구도와 새로울 것 없는 이야기 때문에 시청자들로부터 외면당했다.[12]
- 1998년 최악의 드라마 4위[13]에 선정되는 불명예를 안았다.
- SBS는 2002년 3월 2일 첫 방송된 《유리구두》 이전까지는 주말 특별기획 드라마를 편성하지 않았으며 《백야 3.98》이 주말 특별기획 드라마로 편성될 계획이었지만[14] 《토요미스테리 극장》같은 프로그램들을 폐지하거나 시간대를 옮겨야 하는 부담감 탓인지 무산됐고 우여곡절 끝에 월화극으로 간신히 편성됐다.
- 집필자 이영신 작가는 그 이후 한동안 지병으로 고생해 오다가 2016년 9월 3일 별세했다.[15]

## 같이 보기
- 코리아게이트 (1995년)
- 삼김시대